# Микориза
Микориза (от гръцкото μύκης, „гъба“ и ῥίζα, „корен“) е симбиотична асоциация между гъба и корените на васкуларно растение приемник. Терминът микориза се отнася за ролята на гъбите в ризосферата на растенията (тяхната коренова система). Те играят важна роля в почвената биология и химия.
В микоризната асоциация, гъбата колонизира тъканите на корените на растението или интрацелуларно (арбускуларна микориза), или екстрацелуларно (ектомикориза). Асоциацията обикновено е мутуалистична, но при определени видове или при определени условия, микоризата може да е патогенна за растението приемник.

## Определение
Микоризата е симбиотична асоциация на зелено растение и гъба. Растението улавя енергия от Слънцето чрез фотосинтеза и я доставя на гъбата, която се храни с вода и минерални вещества от почвата растението. Съюзът се случва в кореновата система на растението. Повечето растителни видове са способни да влязат в такова общество, въпреки че някои семейства като Кръстоцветни и Лободови не могат. Следователно, това е универсален феномен, който започва още при началото на живота на сушата, преди около 425 милиона години. Съществуват различни форми на асоциация, които са разгледани в следващия раздел. Най-често срещаната форма е арбускуларната, която се среща сред 70% от растителните видове.

## Видове микориза
Микоризите обикновено се разделят на ектомикоризи и ендомикоризи. Двата вида се различават в това, че хифите на ектомикоризните гъби не проникват в индивидуални клетки на корените, докато хифите на ендомикоризните гъби проникват през клетъчните стени. Ендомикоризата може да е арбускуларна, ерикоидна и орхеидна. Арбутоидната микориза може да се класифицира като ектоендомикориза, докато монотропоидната образува специална категория.

### Арбускуларна микориза
Ендомикоризите са различни и се класифицират в различни подразделения. Арбускуларната микориза е микориза, при която хифите навлизат в растителни клетки, произвеждайки образувания, които са или като балончета, или като две разклонения. Хифите всъщност не проникват в протопласта (вътрешността на клетката), а инвагинират клетъчната мембрана. Структурата на косъмчетата значително увеличава контактната площ между хифата и цитоплазмата на клетката, като така се улеснява трансферът на хранителни вещества между тях.
Арбускуларната микориза се образува единствено от гъби от класа Glomeromycetes. Вкаменелостните доказателства и ДНК анализи показват, че този мутуализъм е възникнал преди около 400 – 160 милиона години, когато първите растения започват да колонизират сушата. Арбускуларната микориза се среща в 85% от всички растителни семейства, и присъства много често при зърнените култури., Хифите на арбускуларните микоризни гъби произвеждат гликопротеина гломалин, който може би е един от най-големите източници на въглерод в почвата. Тези гъби вероятно са били асексуални в продължение на милиони години, а индивидите могат да съдържат много генетично различни ядра (хетерокариони).

### Ектомикориза
Ектомикоризите обичайно се образуват между корените на около 10% от растителните семейства, основно дървесни като Брезови, Миртови, Букови, Борови, Dipterocarpaceae, както и Розови и Орхидеи, с базидиеви, торбести или мухълови гъби. Някои ектомикоризни гъби, като например Брезовка или Масловка са симбиотични само с един определен вид растение, докато други гъби, като например Мухоморка, образуват микориза с много различни растения. Едно дърво може да има 15 или повече различни гъбени партньора едновременно. Съществуват хиляди ектромикоризни гъбени видове, които биват приемани от над 200 растителни семейства.
Ектомикоризите са съставени от хифна мантия, покриваща върха на корена, и мрежа на Хартиг от хифи, обкръжаваща растителните клетки в кората на корена. В някои случаи, хифите могат също да проникват в растителните клетки, в който случай микоризата се наричат ектоендомикориза.
Хранителните вещества могат да се движат между различни растения чрез гъбената мрежа. Има записи на движение на въглерод от Betula papyrifera към Pseudotsuga menziesii, така спомагайки за сукцесия в екосистемата. Установено е, че ектомикоризната гъба Laccaria bicolor примамва и убива вилоскачки, за да си набавя азот, част от който може да се прехвърли към растението приемник. Според проучвания, борът Pinus strobus заедно с Laccaria bicolor може да приема до 25% от нужния му азот от вилокосачки. В сравнение с немикоризни корени, ектомикоризите могат да съдържат много голяма концентрация на микроелементи, включително отровни метали (кадмий, сребро) или хлор.

### Ерикоидна микориза
Ерикоидните микоризи са третият от трите по-екологично важни вида. Те имат проста вътрешнокоренна фаза, съставена от гъсти намотки от хифи в най-външния слой на клетките на корена. Външнокоренната фаза е съставена от редки хифи, които не се разпростират особено надалеч сред околната почва. те могат да образуват карпофори (вероятно под формата на малки купички), но тяхната репродуктивна биология е слабо изучена.
Ерикоидните микоризи имат значителна сапротрофична способност, която им позволяват да приемат хранителни вещества от ненапълно разложени материали чрез разлагащите свойства на своите ерикоидни партньори.

### Арбутоидна микориза
Този вид микориза включва растения от подсемейството Arbutoideae. Обаче, тя е различна от ерикоидната микориза и прилича повече на ектомикориза, както функционално, така и по отношение на гъбите в нея. Разликата от ектомикоризата е, че някои хифи проникват в клетките на корените, правейки този вид микориза ектоендомикориза.

### Монотропоидна микориза
Този вид микориза се среща при растения от подсемейството Monotropoideae, както и при няколко рода от Орхидеи. Тези растения са хетеротрофни или миксотрофни и вземат своя въглерод от гъбения партньор. Това е немутуалистичен, паразитен вид на микориза.